# 陈绍宏
陈绍宏（1942年4月—），男，汉族，山东潍坊人，中国中医学家，成都中医药大学附属医院主任医师，教授，博士生导师。第四届国医大师。其主持开发的《中风醒脑液》被发表在国际权威杂志柳叶刀上的科学方法证明是“安全且无效”【2】
[2] J Guo et al.
Lancet. 2024 https://pubmed.ncbi.nlm.nih.gov/39547249/ （页面存档备份，存于）